# 機体記号

欧州諸国の国籍記号一覧地図

イギリス籍”G"を表す機体記号を付けたセスナ機

機体記号（きたいきごう、英語：aircraft registration）とは、航空機に付けられる個別の記号。国籍記号と登録記号により構成される。
俗に英語のレジストレーション（registration）を利用して単にレジ、レジスタ、レジ番、レジナンバーと呼ぶ場合もある。
軽量機等のスポーツ、レクリエーション等を目的とした飛行機や、自作機、研究開発用航空機等による試験飛行の機体登録の際に付与される記号は、識別記号と表記し、登録記号とは区別している。
航空機認識の表示方法が数字のみの場合もあるが、こちらはアメリカ空軍（テールコード）、ロイヤルエアフォース（イギリス）や航空自衛隊（日本）などの軍用機に対し用いられる。そのため民間機に「機体数字」といった呼び方はしない。
なお船舶にも個別認識番号があるが、本稿では民間航空機に対してつけられる機体記号について記載する。

## 概要

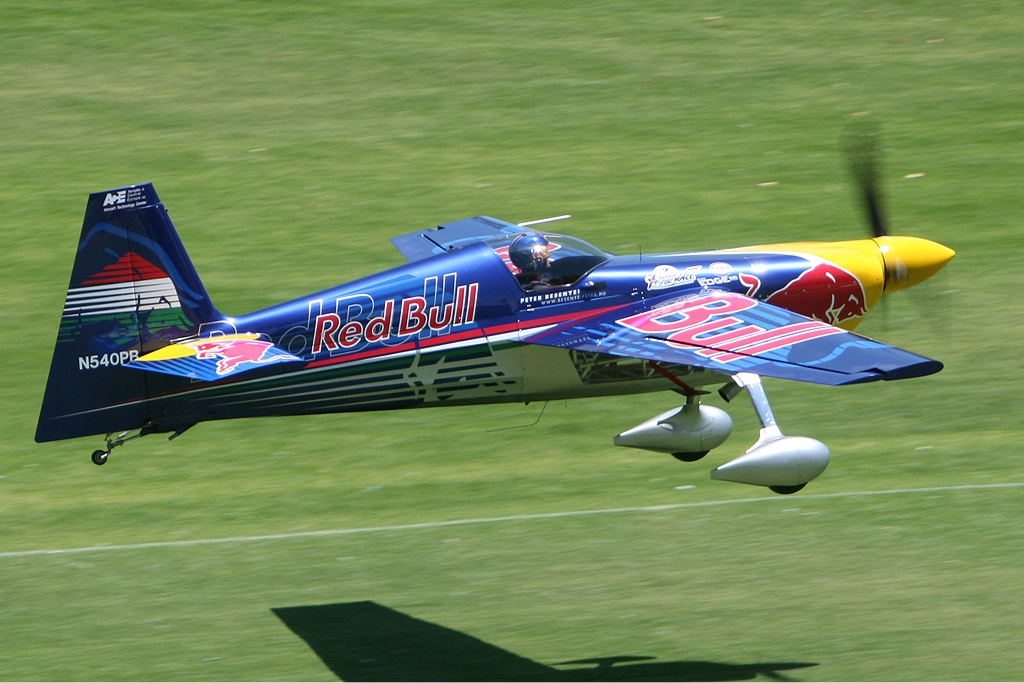
機体記号N540PBのジブコ エッジ540。型番の540と操縦者であるPéter Besenyeiの頭文字を合わせている。

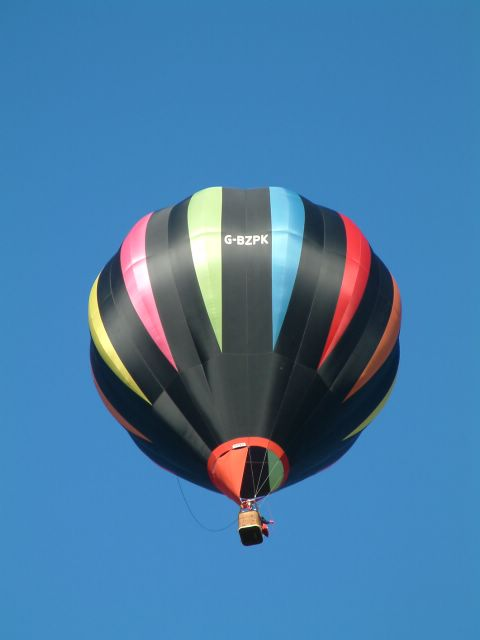
機体記号は熱気球にも適用される

国際民間航空機関（ICAO）に加盟する世界各国の国家および地域の民間航空機を認識するためにつけられるのが機体記号である。
アルファベットもしくはアルファベットと数字を組み合わせた「国籍記号」で所属の国籍を表し、ダッシュ（ハイフン）に続けて数字もしくはアルファベットによって登録された順に交付される番号で「登録記号」を表す。アメリカや日本のようにダッシュを使わない国もある。日本では航空法施行規則に定められており、133条は「航空機の国籍は、装飾体でないローマ字の大文字JA（以下「国籍記号」という。）で表示しなければならない」、134条は「登録記号は、装飾体でない4個のアラビア数字又はローマ字の大文字で表示しなければならない」としている。
イギリスのように、アルファベットのみで表記される場合は、無線交信などの際に、後ろの二文字に因んだフォネティックコードで呼ばれることがある。例えば、英国海外航空781便墜落事故の当該機であるデ・ハビランド DH.106 コメット"G-ALYP"は"Yankee Papa"（ヤンキー・パパ）と呼ばれていた。
また、コールサインを所有しない航空会社や個人所有機などでは日本でも無線交信などの際にフォネティックコードで呼ばれている。例えば警視庁航空隊のシコルスキー S-92 "JA02MP"は、無線連絡の際、"ジュリエット・アルファ・ゼロ・ツー・マイク・パパ"と呼ぶ。
アメリカの民間航空会社の機材では、機体記号の最後の2文字が航空会社のIATA航空会社コードになっていることが多い。例えば、アメリカン航空なら"AA"、旧パンアメリカン航空なら"PA"といった具合である。日本貨物航空もこの法則に当てはまる（JA02KZなど）。また、最近の「JA+3桁数字+1つのアルファベット」のスタイルになってからは、日本航空が末尾にJ 、全日空が末尾にAを用いている。フジドリームエアラインズは「JA+2桁の導入番号+FJ」で統一している。
また、消防や警察の所有機では110や119といった緊急通報用電話番号を含む組み合わせ、国の機関では自国に関する記号、社有のビジネス機では会社に関する組み合わせなど所属先にちなんだ記号を申請する例もある。
機種名にちなんだ番号を使用することもあり、例えばボーイング747の生産初号機には"N7470"、ブリティッシュ・カレドニアン航空で導入されたDC-10には"G-DCIO"(IOを10に見立てている）という番号が使用されたことがあった。
個人所有の機体は、所有者の名前や誕生日、機体の登録年月日などを含む並びを申請していることがある。ジョン・トラボルタ（John Travolta）が所有していたボーイング707は型番と名前の頭文字を組み合わせた『N707JT』としている。
研究機関の試作機や市販のキットなどを組み立てた自作航空機のため、国籍記号とは別に専用の記号で登録を義務付けている国もあり、日本では超軽量動力機にはJR、ジャイロプレーンにはJE、これら以外の自作航空機を新規登録するとJXで始まる識別記号が付与され国籍記号のJAは使用されない。
機体記号を表示する位置は、各国の法令や機種により異なっており、日本の場合、固定翼機では主翼の右上面と左下面、尾翼か胴体の側面、回転翼機は胴体の下面と側面に表示される。回転翼機の尾翼は胴体側面とみなされる。日本ではエンジンカウルには描かれないが、アメリカでは許可されている。
かつては塗装で描いていたが、現代ではステッカーが主流となっている。

## 国籍記号一覧

地図上に表示した各国の国籍記号

| 国家名もしくは地域名             | 国籍記号                            | 登記記号規則                          |
| -------------------------------- | ----------------------------------- | ------------------------------------- |
| アフガニスタン                   | YA                                  | abc                                   |
| アルバニア                       | ZA                                  | abc                                   |
| アルジェリア                     | 7T                                  | abc                                   |
| アンドラ                         | C3                                  | abc                                   |
| アンゴラ                         | D2                                  | abc                                   |
| アンティグア・バーブーダ         | V2                                  | abc                                   |
| アルゼンチン                     | LQ                                  | abc                                   |
| アルゼンチン                     | LV                                  | abc                                   |
| アルメニア                       | EK                                  | 12345                                 |
| アルバ                           | P4                                  | abc                                   |
| オーストラリア                   | VH                                  | abc                                   |
| オーストリア                     | OE                                  | abc                                   |
| アゼルバイジャン                 | 4K                                  | ab1 or ab12 or 12345                  |
| バハマ                           | C6                                  | abc                                   |
| バーレーン                       | A9C                                 | ab                                    |
| バングラデシュ                   | S2                                  | abc                                   |
| バルバドス                       | 8P                                  | abc                                   |
| ベラルーシ                       | EW                                  | 123ab or 12345                        |
| ベルギー                         | OO                                  | abc                                   |
| ベリーズ                         | V3                                  | abc                                   |
| ベナン                           | TY                                  | abc                                   |
| バミューダ                       | VP-B                                | ab                                    |
| バミューダ                       | VQ-B                                | ab                                    |
| ブータン                         | A5                                  | abc                                   |
| ボリビア                         | CP                                  | 1234                                  |
| ボスニア・ヘルツェゴビナ         | T9                                  | abc                                   |
| ボツワナ                         | A2                                  | abc                                   |
| ブラジル                         | PP                                  | abc                                   |
| ブラジル                         | PR                                  | abc                                   |
| ブラジル                         | PT                                  | abc                                   |
| イギリス領ヴァージン諸島         | VP-L                                | ab                                    |
| ブルネイ                         | V8                                  | abc or ab1 or 123                     |
| ブルガリア                       | LZ                                  | abc                                   |
| ブルキナファソ                   | XT                                  | abc                                   |
| ブルンジ                         | 9U                                  | abc                                   |
| カンボジア                       | XU                                  | 123                                   |
| カメルーン                       | TJ                                  | abc                                   |
| カナダ                           | C-F                                 | Fabc, Gabc, Iabc                      |
| カーボベルデ                     | D4                                  | abc                                   |
| ケイマン諸島                     | VP-C                                | ab                                    |
| 中央アフリカ                     | TL                                  | abc                                   |
| チャド                           | TT                                  | abc                                   |
| チリ                             | CC                                  | abc                                   |
| 中華民国（台湾）                 | B                                   | 12345 or 123                          |
| 中華人民共和国                   | B                                   | 1234 or 12ab or 123a or 12a3 or 1234a |
| コロンビア                       | HK                                  | 1234a                                 |
| コモロ                           | D6                                  | abc                                   |
| コンゴ民主共和国                 | 9Q                                  | abc                                   |
| コンゴ共和国                     | TN                                  | abc                                   |
| コスタリカ                       | TI                                  | abc                                   |
| クロアチア                       | 9A                                  | abc                                   |
| キューバ                         | CU-T                                | 1234                                  |
| キプロス                         | 5B                                  | abc                                   |
| 北キプロス・トルコ共和国         | トルコのTCを使用                    | abc                                   |
| チェコ                           | OK                                  | abc or abc12 or 1234 or A123          |
| デンマーク                       | OY                                  | abc                                   |
| ジブチ                           | J2                                  | abc                                   |
| ドミニカ国                       | J7                                  | abc                                   |
| ドミニカ共和国                   | HI                                  | 123ab                                 |
| エクアドル                       | HC                                  | abc                                   |
| エジプト                         | SU                                  | abc                                   |
| エルサルバドル                   | YS                                  | abc                                   |
| 赤道ギニア                       | 3C                                  | abc                                   |
| エリトリア                       | E3                                  | abc                                   |
| エストニア                       | ES                                  | abc                                   |
| エチオピア                       | ET                                  | abc                                   |
| フォークランド諸島               | VPF                                 | ab                                    |
| フィジー                         | DQ                                  | abc                                   |
| フィンランド                     | OH                                  | abc                                   |
| フランス                         | F                                   | abcd                                  |
| フランス領アンティル             | F-OG                                | ab                                    |
| フランス領ギアナ                 | F-O                                 | abc                                   |
| ガボン                           | TR                                  | abc                                   |
| ガンビア                         | C5                                  | abc                                   |
| ジョージア                       | 4L                                  | 12345 or abc                          |
| ドイツ                           | D                                   | abcd                                  |
| ガーナ                           | 9G                                  | abc                                   |
| ジブラルタル                     | VPG                                 | ab                                    |
| ギリシャ                         | SX                                  | abc                                   |
| グレナダ                         | J3                                  | abc                                   |
| グアテマラ                       | TG                                  | abc                                   |
| ギニア                           | 3X                                  | abc                                   |
| ギニアビサウ                     | J5                                  | abc                                   |
| ガイアナ                         | 8R                                  | abc                                   |
| ハイチ                           | HH                                  | abc                                   |
| ホンジュラス                     | HR                                  | abc                                   |
| 香港                             | B-H; B-K; B-L （Bは中国の国籍記号） | Hab or Kab or Lab                     |
| ハンガリー                       | HA                                  | abc                                   |
| アイスランド                     | TF                                  | abc                                   |
| インド                           | VT                                  | abc                                   |
| インドネシア                     | PK                                  | abc                                   |
| イラン                           | EP                                  | abc                                   |
| イラク                           | YI                                  | abc                                   |
| アイルランド                     | EI                                  | abc                                   |
| イスラエル                       | 4X                                  | abc                                   |
| イタリア                         | I                                   | abcd                                  |
| コートジボワール                 | TU                                  | abc                                   |
| ジャマイカ                       | 6Y                                  | abc                                   |
| 日本                             | JA                                  | 1234 or 123a or 12ab or a123          |
| ヨルダン                         | JY                                  | abc                                   |
| カザフスタン                     | UN                                  | 12345                                 |
| ケニア                           | 5Y                                  | abc                                   |
| キリバス                         | T3                                  | abc                                   |
| 朝鮮民主主義人民共和国           | P                                   | 123                                   |
| 大韓民国                         | HL                                  | 1234                                  |
| クウェート                       | 9K                                  | abc                                   |
| キルギス                         | EX                                  | 12345 or 123                          |
| ラオス                           | RDPL                                | 12345                                 |
| ラトビア                         | YL                                  | abc                                   |
| レバノン                         | OD                                  | abc                                   |
| レソト                           | 7P                                  | abc                                   |
| リベリア                         | A8                                  | abc                                   |
| リビア                           | 5A                                  | abc                                   |
| リトアニア                       | LY                                  | abc                                   |
| ルクセンブルク                   | LX                                  | abc                                   |
| マカオ                           | B-M                                 | ab                                    |
| 北マケドニア                     | Z3                                  | abc                                   |
| マダガスカル                     | 5R                                  | abc                                   |
| マラウイ                         | 7Q                                  | abc                                   |
| マレーシア                       | 9M                                  | abc                                   |
| モルディブ                       | 8Q                                  | abc                                   |
| マリ                             | TZ                                  | abc                                   |
| マルタ                           | 9H                                  | abc                                   |
| マーシャル諸島                   | V7                                  | 1234                                  |
| モーリタニア                     | 5T                                  | abc                                   |
| モーリシャス                     | 3B                                  | abc                                   |
| メキシコ                         | XA                                  | abc                                   |
| メキシコ                         | XB                                  | abc                                   |
| メキシコ                         | XC                                  | abc                                   |
| ミクロネシア連邦                 | V6                                  | abc                                   |
| モルドバ                         | ER                                  | abc or 12345                          |
| モンテネグロ                     | 4O                                  | abc                                   |
| モナコ                           | 3A                                  | abc                                   |
| モンゴル                         | JU                                  | 1234                                  |
| モントセラト                     | VPL                                 | ab                                    |
| モロッコ                         | CN                                  | abc                                   |
| モザンビーク                     | C9                                  | abc                                   |
| ミャンマー                       | XY                                  | abc                                   |
| ミャンマー                       | XZ                                  | abc                                   |
| ナミビア                         | V5                                  | abc                                   |
| ナウル                           | C2                                  | abc                                   |
| ネパール                         | 9N                                  | abc                                   |
| オランダ                         | PH                                  | abc                                   |
| オランダ領アンティル             | PJ                                  | abc                                   |
| ニュージーランド                 | ZK                                  | abc                                   |
| ニュージーランド                 | ZL                                  | abc                                   |
| ニカラグア                       | YN                                  | abc                                   |
| ニジェール                       | 5U                                  | abc                                   |
| ナイジェリア                     | 5N                                  | abc                                   |
| ノルウェー                       | LN                                  | abc                                   |
| オマーン                         | A4O                                 | ab                                    |
| パキスタン                       | AP                                  | abc                                   |
| パレスチナ                       | SU-Y                                | ab                                    |
| パナマ                           | HP                                  | 1234abc                               |
| パプアニューギニア               | P2                                  | abc                                   |
| パラグアイ                       | ZP                                  | abc                                   |
| ペルー                           | OB                                  | 1234                                  |
| フィリピン                       | RP-C                                | 1234                                  |
| ポーランド                       | SP                                  | abc                                   |
| ポルトガル                       | CS                                  | abc                                   |
| カタール                         | A7                                  | abc                                   |
| レユニオン                       | F-OD                                | ab                                    |
| ルーマニア                       | YR                                  | abc                                   |
| ロシア                           | RA                                  | 12345 or 1234K                        |
| ルワンダ                         | 9XR                                 | ab                                    |
| セントヘレナ                     | VQ-H                                | ab                                    |
| セントクリストファー・ネイビス   | V4                                  | abc                                   |
| セントルシア                     | J6                                  | abc                                   |
| セントビンセント・グレナディーン | J8                                  | abc                                   |
| サモア                           | 5W                                  | abc                                   |
| サンマリノ                       | T7                                  | abc                                   |
| サントメ・プリンシペ             | S9                                  | abc                                   |
| サウジアラビア                   | HZ                                  | abc or ab1 or ab12 or abc1            |
| セネガル                         | 6V                                  | abc                                   |
| セネガル                         | 6W                                  | abc                                   |
| セーシェル                       | S7                                  | abc                                   |
| シエラレオネ                     | 9L                                  | abc                                   |
| シンガポール                     | 9V                                  | abc                                   |
| スロバキア                       | OM                                  | abc                                   |
| スロベニア                       | S5                                  | abc                                   |
| ソロモン諸島                     | H4                                  | abc                                   |
| ソマリア                         | 6O                                  | abc                                   |
| 南アフリカ共和国                 | ZS                                  | abc                                   |
| 南アフリカ共和国                 | ZT                                  | abc                                   |
| 南アフリカ共和国                 | ZU                                  | abc                                   |
| 南スーダン                       | Z8                                  | abc                                   |
| セルビア                         | YU                                  | abc                                   |
| スペイン                         | EC                                  | abc                                   |
| スリランカ                       | 4R                                  | abc                                   |
| スーダン                         | ST                                  | abc                                   |
| スリナム                         | PZ                                  | abc                                   |
| エスワティニ                     | 3D                                  | abc                                   |
| スウェーデン                     | SE                                  | abc                                   |
| スイス                           | HB                                  | abc                                   |
| シリア                           | YK                                  | abc                                   |
| タヒチ                           | F-OH                                | ab                                    |
| タジキスタン                     | EY                                  | 12345                                 |
| タンザニア                       | 5H                                  | abc                                   |
| タイ                             | HS                                  | abc                                   |
| トーゴ                           | 5V                                  | abc                                   |
| トンガ                           | A3                                  | abc                                   |
| トリニダード・トバゴ             | 9Y                                  | abc                                   |
| チュニジア                       | TS                                  | abc                                   |
| トルコ                           | TC                                  | abc                                   |
| トルクメニスタン                 | EZ                                  | a123                                  |
| タークス・カイコス諸島           | VQ-T                                | ab                                    |
| ツバル                           | T2                                  | abc                                   |
| ウガンダ                         | 5X                                  | abc                                   |
| ウクライナ                       | UR                                  | 12345 or abc                          |
| アラブ首長国連邦                 | A6                                  | abc                                   |
| イギリス                         | G                                   | abcd                                  |
| 国際連合                         | 4U                                  | abc                                   |
| アメリカ合衆国                   | N                                   | 12345 or 1234a or 123ab or 1234       |
| ウルグアイ                       | CX                                  | abc                                   |
| ウズベキスタン                   | UK                                  | 12345                                 |
| バヌアツ                         | YJ                                  | ab1 or ab12                           |
| ベネズエラ                       | YV                                  | 123                                   |
| ベトナム                         | VN                                  | 1234 or a123                          |
| イエメン                         | 7O                                  | abc                                   |
| ザンビア                         | 9J                                  | abc                                   |
| ジンバブエ                       | Z                                   | abc                                   |

## 各国の事情

### アメリカ
現在の登録番号は、
1. 国籍記号「N」
2. 1〜9999の数字

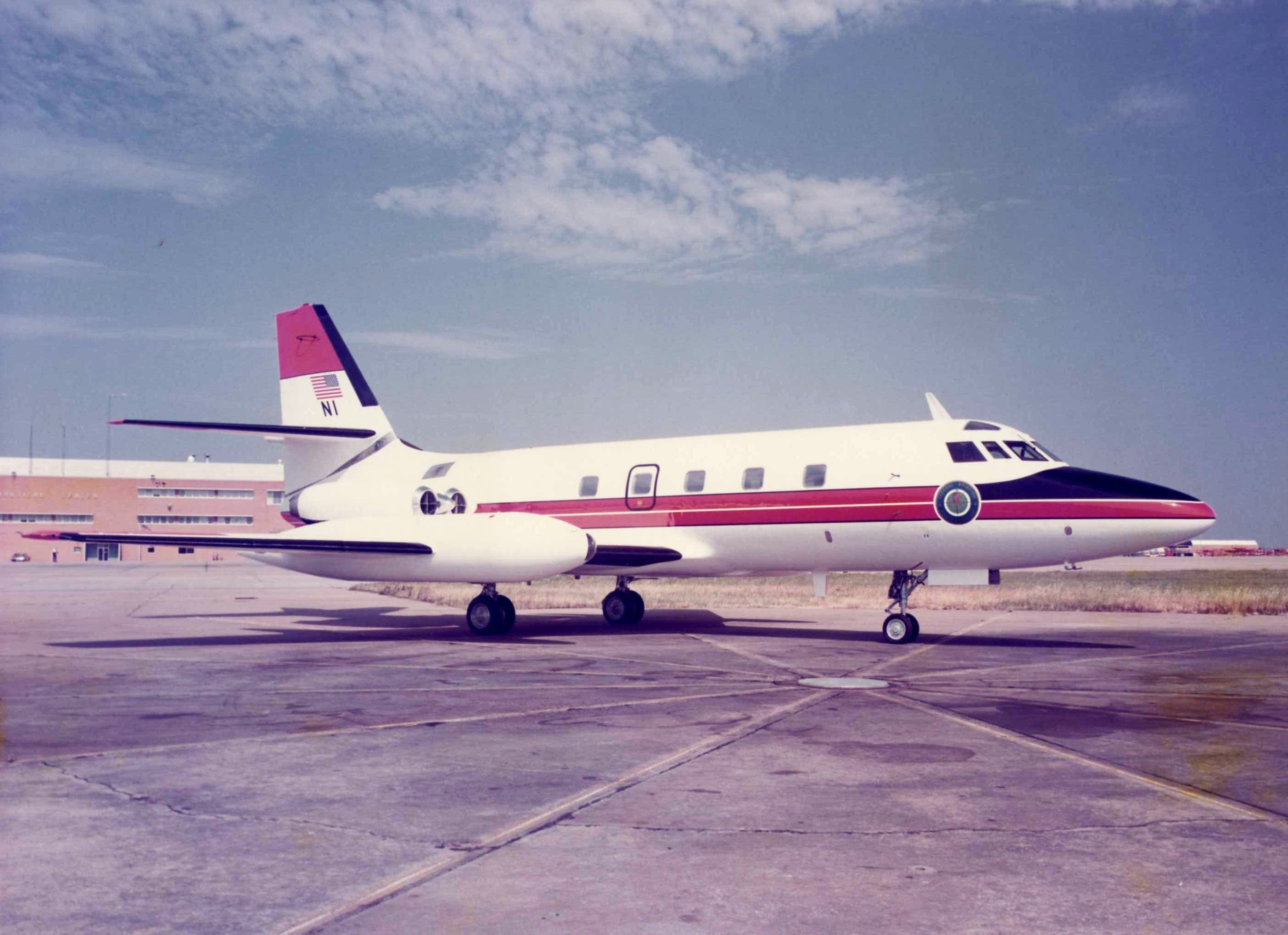
登録番号『N1』のロッキード ジェットスター

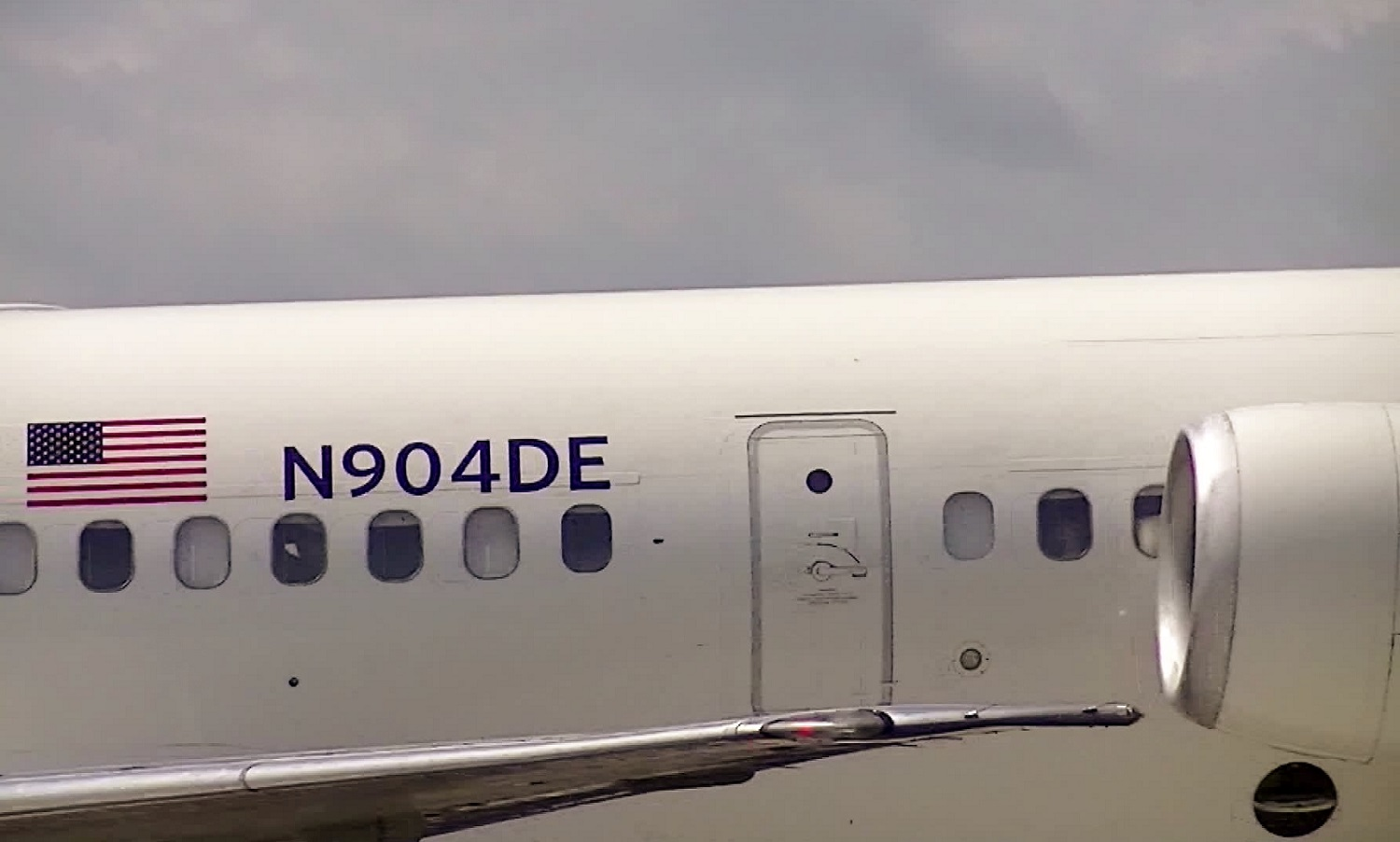
アメリカの登録番号の例

3. アルファベット列2桁以下（0桁可）かつ数字とあわせ5桁以下

を続ける。ただし、1〜99（アルファベットなし）は連邦航空局 (FAA) により予約されている。『N1』はFAAのロッキード ジェットスターに与えられた。
1929年から1948年12月31日までは、現在と異なるシステムで番号登録されていた（すでに登録された旧形式の番号は、1953年1月1日までに切り替えられた）。旧形式では、Nの次の1文字「class prefix」で種類分けされていた。たとえば、民間機の多くは「NC+数字」で登録されていた（なお、この「NC」は prefix code などと呼ばれるが、国籍記号は「NC」ではなく「N」だけである）。この形式は、国籍記号が導入される1929年以前からアメリカ国内で使われていた形式が元になっており、それ以前は「C+数字」だったのが「NC+数字」に切り替わった。
class prefix の意味は次のとおり（1948年以前に廃止されたものも共に挙げる）。
- C = 商用機 (commerce)、自家用機、郵便機
- G = グライダー (glider) ※1937年廃止
- L = 軍用機など (limited)
- P = 自家用機 (private) ※1927年廃止、「NP+数字」の形では使われなかった
- R = 農薬散布用の（英語版）農業機、レース機など (restricted)
- S = 州 (state) または連邦政府の保有する機体 ※1937年廃止
- X = 実験航空機（英語版） (experimental)

軍用機はテールコードで管理されている。

### クロアチア
クロアチアの国籍記号は現在「9A」であるが、ユーゴスラビアから独立した一時期「CR」という機体記号を国際的承認なしに暫定的に使用していた。

### サンマリノ
サンマリノは唯一、空港やヘリポートがないため登録されている航空機はない。

### ソ連
かつてのソビエト連邦の機体記号は国名のロシア語表記（Союз Советских Социалистических Республик）を略した「СССР-12345」という形であった。キリル文字で表記されているが、これをラテン文字アルファベットに転記すると「SSSR」となる。

### 中国・香港・マカオ・台湾
中国、香港、マカオ、台湾の4つの国及び地域は、全て「B」を記号として使用している。なお、中国と台湾は双方ともBプラス数字といった機体記号を使用している。そのため、過去に同じ機体記号が存在したこともありえるが現在では中国は4桁、台湾は5桁となっているため重複は無い。香港とマカオは機体記号が全てアルファベットであるので、区別しやすい。
香港がイギリスから中国に返還される前まではVR-H**という機体記号が割り当てられていた。また澳門も1999年まで中国とは別の機体記号（旧宗主国のポルトガルと同じ記号）が割り当てられていた。返還に際して、中国に対してVR-Hが香港時代からそのまま割り当てられているが、現在は使用されていない。また、この時点まで同じVR-を使用していたイギリス領の各地では、VR-がイギリスと中国の両方に割り当てられてしまうと不具合が生じるので、香港返還と同時にVP-に変更された。

### ドイツ
ドイツの機体記号は、戦前までは「D-1929」といった、現在のイギリスなどに近い表記方法であった。戦後民間航空が再開された時に現在のスタイルになった。
旧東ドイツは1973年まで「DM-ABC」、それ以後は「DDR-ABA」という形であった。DDRはドイツ語の国名"Deutsche Demokratische Republik"の略称である。（例示した「DDR-ABA」はインターフルクのエアバスA310で、ドイツ統一時に「D-AOAA」となったが会社自体がなくなったため短命に終わった）

### 日本

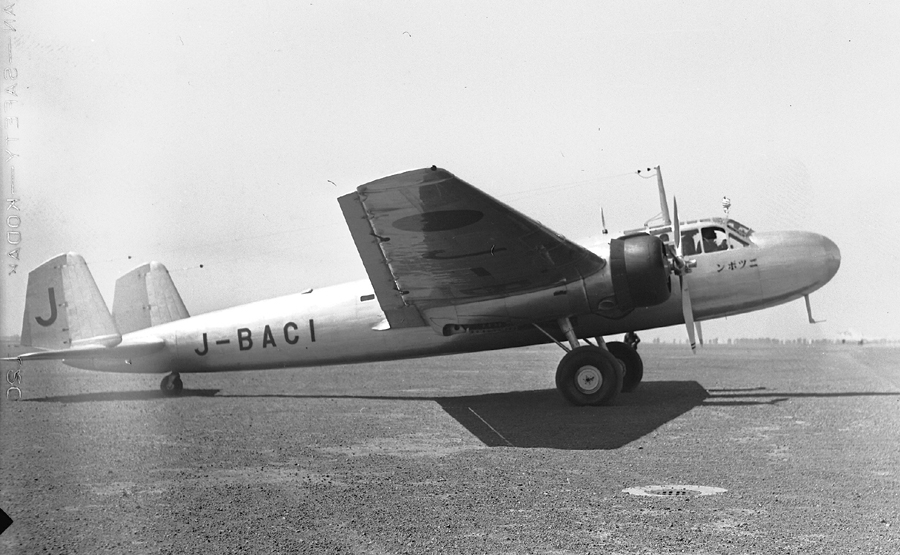
機体記号J-BACIのニッポン号

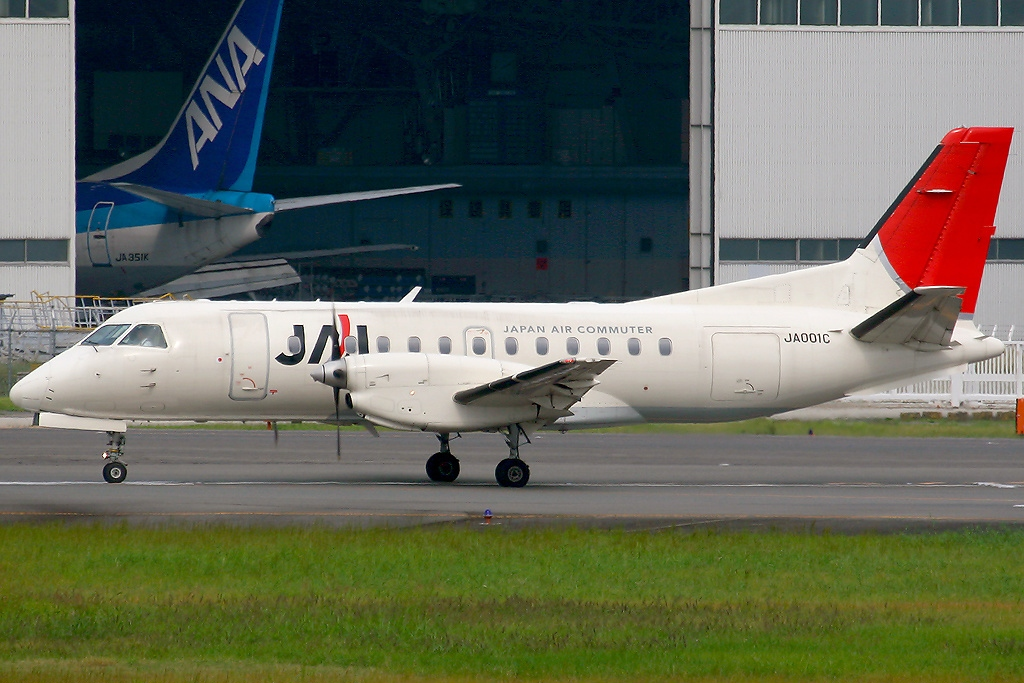
機体記号JA001Cの日本エアコミューターのサーブ 340B

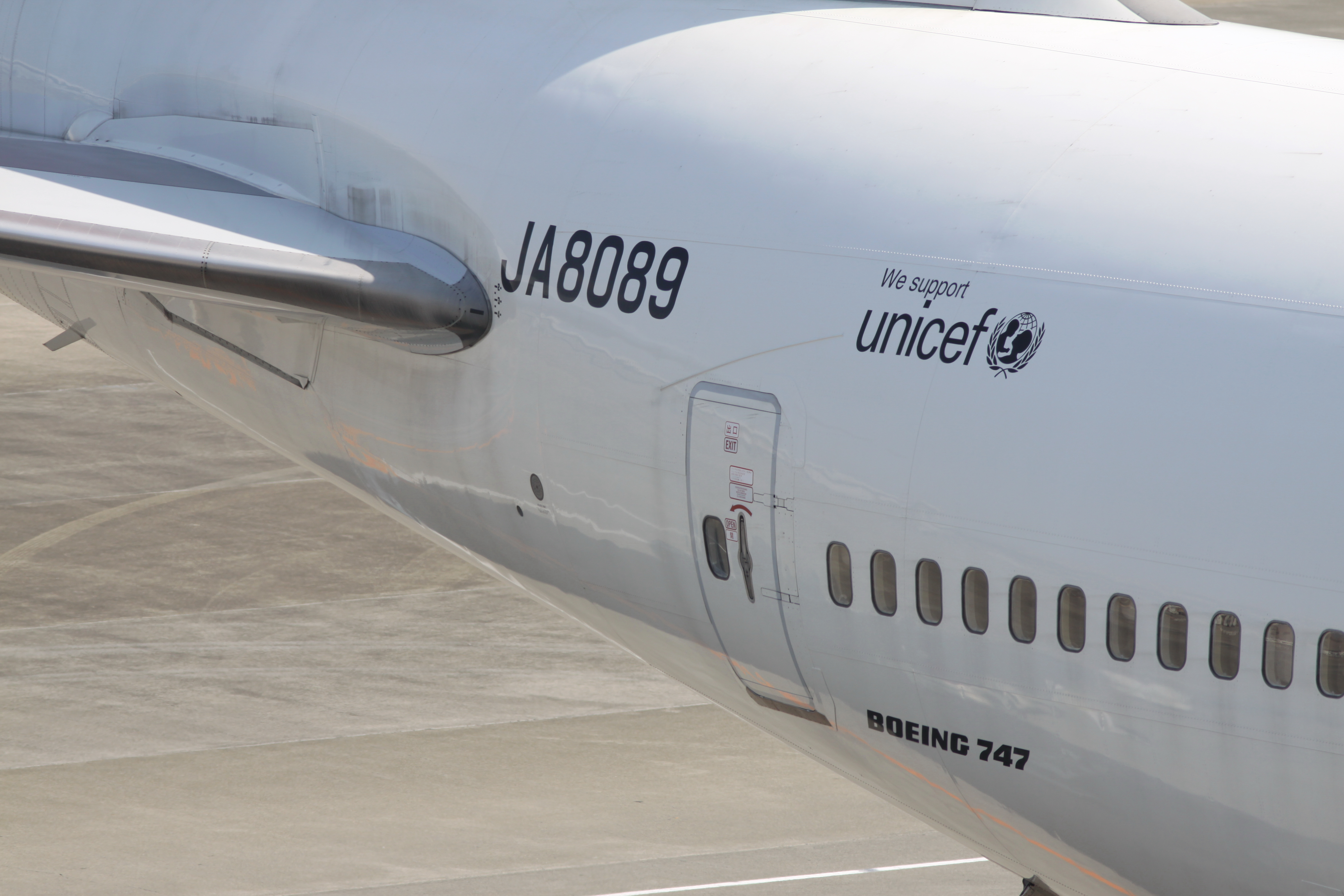
機体記号JA8089の日本航空747-400

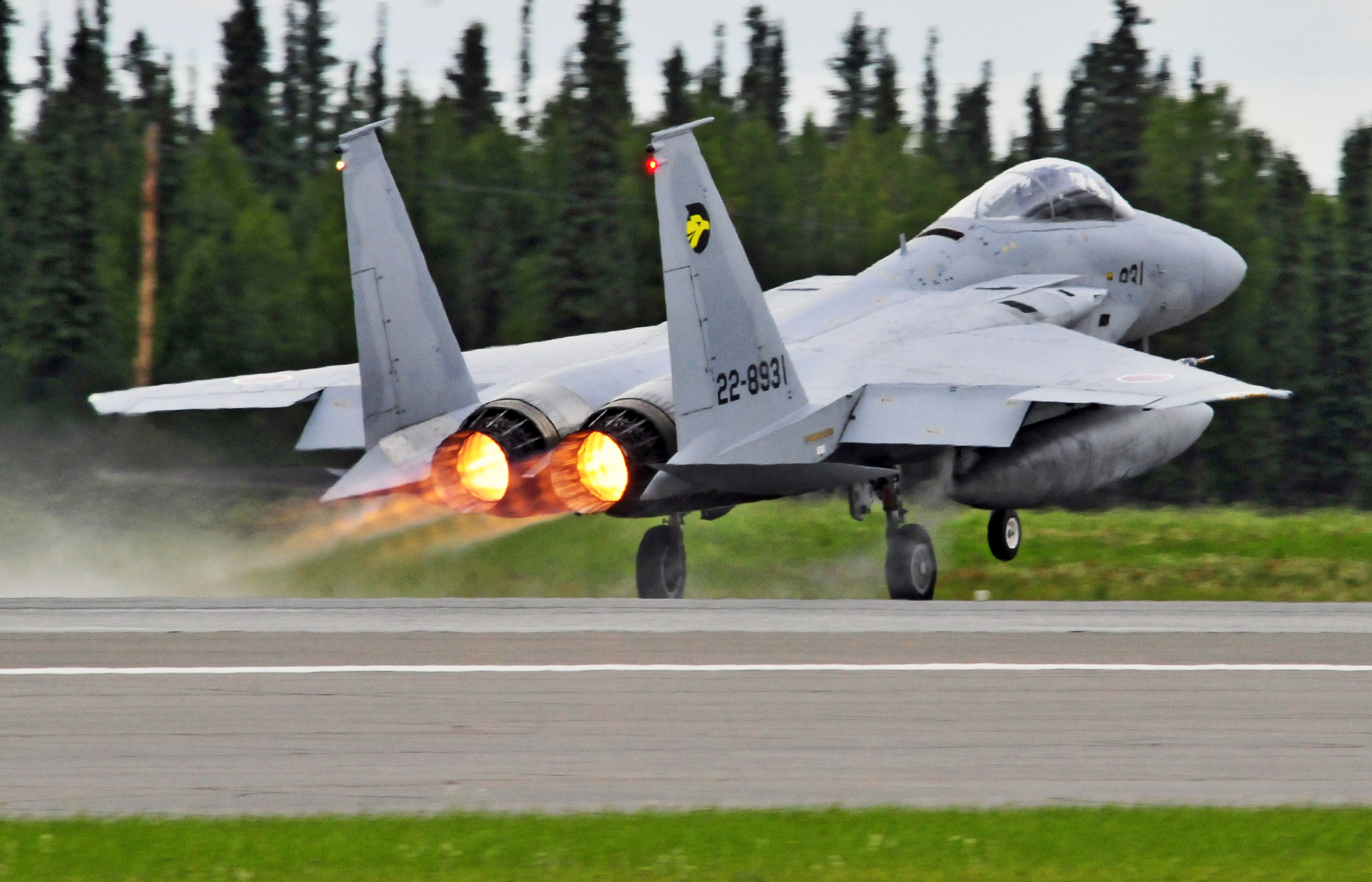
数字のみの自衛隊機（F-15J ）

日本では、航空法により、国土交通省（航空機登録原簿）への登録をして交付された航空機登録証明書に記載された国籍記号と登録記号を表示しなければならない（詳しくは航空機の登録を参照）。
かつては"JA"の後ろは機種別の登記になっており、航空機の機種別に次のように分類した登録をすることとしており、民間の航空会社だけでなく、官庁（警察・消防・海上保安庁・航空局など）で運用する航空機にも割り当てられている。ただし、自衛隊で運用されている航空機の場合は航空法による機体記号の適用除外であるため、数字のみで構成される独自の機体記号が用いられている（航空自衛隊の装備品一覧#機体番号を参照）。
- 0001〜0999 第三種滑空機
- 1001〜1999 特殊航空機
- 2001〜2999 第一種、第二種滑空機、動力滑空機
- 3001〜4999 ピストン単発飛行機
- 5001〜5999 ピストン多発飛行機
- 7001〜7999 ピストン・ヘリコプター
- 8001〜8999 ジェット機、ターボプロップ機
- 9001〜9999 ターボシャフト・ヘリコプター
- A0001〜A9999 熱気球

上記のうち、航空会社でおもに使用されるジェット機およびターボプロップ機についてはさらに細かい分類が行われていた。最初は"JA8000"番台は4発ジェット旅客機（DC-8初号機がJA8001）、"JA8100"番台は大型4発ジェット旅客機（当時はボーイング747のみ）、"JA8300"番台は3発ジェット旅客機（ボーイング727など）、"JA8400"番台は双発ジェット旅客機（ボーイング737など）、"JA8500"番台は大型3発ジェット旅客機（DC-10・MD-11やトライスターなど）、"JA8600"番台から"8800"番台はターボプロップ機（YS-11や測量用のエアロコマンダーなど）、というように分類されていたが、1990年代以降、航空機の登録数が大幅に増加し、この法則では賄いきれなくなり、空いている番号を埋めていった（その中には、かつて忌み数として飛ばされていた番号もあり、8000番台に限り埋めて使用している）。
また、6001〜6999番台においてはピストン多発飛行機が使用するための空白地帯であったが、ヘリコプターの普及に伴い9001〜9999番台が不足したため、6001〜6999番台をヘリコプターの登録枠となった。
さらなる航空機の増加や更新に備えるべく1997年以降“JA＋3桁の数字＋アルファベット1つ”もしくは“JA＋2桁の数字＋アルファベット2つ”のパターンになっており、さらに「アルファベットのI（アイ）・O（オー）・S（エス）は使用不可」などの詳細な規則も規定されている（アラビア数字の1・0・5との誤認を防ぐため）。
なお、1997年以前に日本に導入された機体で2桁の数字＋アルファベット2つパターンを登録している岐阜県防災航空隊のベル412EP、JA96GF(現在は抹消されている)が挙げられるが、これはアメリカ籍で導入され、翌年の1997年に日本国籍を取得したためである。
また、戦前までは"J-ABCD"といった、現在のイギリスに近い表記方法であった。例えば神風号はJ-BAAI、ニッポン号はJ-BACIという具合であった。1952年に民間航空が再開された時に国籍記号が"JA"となった。
JA001Aは朝日新聞社航空部が報道機として導入したセスナ サイテーション560に与えられ、2018年現在は岡山航空株式会社が所有している。
日本では、自動車の登録番号と同様に一度使用された機体記号は、同一の機体を国内で再登録する場合（海外に売却した機体を買い戻し再登録する場合、修理や改修のため抹消した機体を再登録する場合）を除いて、原則として二度と使用しない。全日空のボーイング767-381F（製造番号.33404）のJA601Fは2002年8月に同社保有で登録された後、2011年2月に売却されタンパ・カーゴなどで使用されていた。2015年12月に全日空が買い戻したが、同じ登録記号が使用された。日本航空のボーイング747-246F（製造番号.22477）のJA8151は1994年にアメリカのサザン・エア・トランスポートに売却されたのちに、1999年に日本航空に復帰したがJA8937として再登録された。前述の全日空の事例とは異なり、異なる登録記号が使用されている。異なる機体に対する再割り当ての事例は確認されており、2006年12月に登録された全日空のボーイング777-381ER（製造番号.32650）のJA777Aは、1997年に事故により大破し抹消登録されたロビンソン R44の登録記号と同じである。
日本では修理や改修が必要となった航空機を登録抹消し、一度外国籍に登録し、修理や改修が完了後に再び日本国籍を再登録する事例（修理の場合の事例：個人保有（元・アジア航測）のJA8600など、改修の場合の事例：Peach Aviationのうち登録記号の末尾が「VA」の旧バニラ・エア機材）も存在する。
2019年にはバニラ・エアとPeach Aviationとの経営統合に伴い、バニラ・エア機材をPeach仕様に揃えるための改修が必要となった。改修はマレーシアにあるエアバス社系の整備会社で実施されるが、改修前に一旦登録抹消して一度フランス国籍で登録し、改修完了後にPeachにおいて同じ登録記号で再登録する措置が取られる。
日本国政府専用機は航空自衛隊に所属するため、専用のシリアルナンバー（機体番号）が付けられている。初代（ボーイング747-400）はアメリカから日本へのフェリーでは民間機扱いで登録されていたが、後にそれぞれ「1号 - JA8091→20-1101、2号機 - JA8092→20-1102」へと変更された。また3号機の導入を見越してJA8093も割り振られていたが、導入が見送られたため未使用のまま現在も欠番である。2代（ボーイング777-300ER）は80-1111、80-1112という機体番号で登録された。
登録記号は新規登録時に希望する並びを申請できるが、登録記号取扱規則により制限がある。
熱気球のみ登録は国土交通省ではなく日本気球連盟に登録を行う。
超軽量動力機等のスポーツ、レクレーション等を目的とした飛行や、自作機などによる試験飛行の機体登録の際に付与される識別記号には、国籍記号のJAは使用されず、それぞれJR、JE、JXから始まる6文字の記号が申請順に割り当てられる。これらの識別記号はアルファベット2文字とアラビア数字4文字で構成するが、超軽量動力機とジャイロプレーンにおいてアラビア数字4文字の記号が不足する場合には下1桁から3桁までアルファベットを含めて構成することしている。ただし除外されるアルファベットについてはI、O及びQとなっており、登録記号取扱規則で除外されるSは使用可能となっている。
- JR0201〜6ZZZ 超軽量動力機(舵面操縦型)
- JR7001〜7ZZZ 超軽量動力機(体重移動操縦型)
- JR8001〜9ZZZ 超軽量動力機(パラシュート型)
- JE0001〜9ZZZ ジャイロプレーン
- JX0001〜9999 超軽量動力機やジャイロプレーンの要件を満たさない自作航空機

『JX0001』は大西勇一がスバル・1000のエンジンを流用して制作したモーターグライダー『OX5 スバルプレン』で、現在は向井千秋記念子ども科学館で展示されている。この他に、超小型ヘリコプターのホームビルト機であるGEN H-4の試験機には『JX0076』と『JX0077』が、零戦の縮小レプリカ機である濱尾式080型には『JX0110』が、オープンスカイプロジェクトのM-02J（ジェットグライダー）には『JX0122』が割り当てられている。

### モナコ
モナコには空港はないが、ニースのコート・ダジュール空港からモナコまで、ヘリ・エア・モナコによるヘリコプター定期便が運航されているほか、遊覧飛行用や自家用も登録されている。

### ロシア
アエロフロート・ロシア航空など、ロシアの航空会社が西側諸国の企業であるボーイング製やエアバス製の旅客機を運用する際には輸入航空機に対する高関税から逃れるためにロシアの機体記号で登録することなくリース機として導入し、他国の機体記号（バミューダ諸島のVQ-B/VP-BやアイルランドのEI）を登録している場合が多い。

## 国名との対応
一覧を参照すればわかるように、国家名と国籍記号はほとんど一致しておらず、国籍記号から国名を連想しにくい。国籍記号と国名の頭文字が合致しているものは
- 日本 = JA pan
- カナダ = C anada
- イタリア = I taly
- フランス = F rance
- ドイツ = D eutschland
- ジンバブエ = Z imbabwe
- エストニア = ES tonia
- エチオピア = ET hiopia
- イギリス = G reat Britain

しかない。
ほかには、
- オーストリアの"OE"は、原語であるドイツ語の国名"Österreich"の頭文字Öの代替として使用されているものであること
- アイルランドの"EI"は、原語であるアイルランド語国名"Éire"からであること
- トルコの"TC"は、原語であるトルコ語国名"Türkiye Cumhuriyeti"のそれぞれの頭文字からであること
- フィリピンの"RP"は、原語であるタガログ語国名"Republika ng Pilipinas"のそれぞれの頭文字からであること
- スイスの"HB"は、原語であるドイツ語の"Helwetische"(スイスを指すラテン語名のHelvetiaのドイツ語での形容詞形)と "Bundesreich"(連邦)のそれぞれの頭文字からであること
- キューバの"CU-T"の"CU"は、"Cuba"、ロシアの"RA"は、"Russia"、ハンガリーの"HA"は、"Hungary"からであること
- ベトナムの"VN"は、"Vietnam"、ウクライナの"UR"がUkrajina、ルクセンブルクの"LX"がLuxemburgに基づくものであること
- リトアニアの"LY"は、リトアニア語の国名である"Lietuvos"から、iを大文字にした際に数字の「1」と混同しないためYに変えたもの。
- ラオスの"RDPL"は、フランス語による正式国名"République démocratique populaire lao"のそれぞれの頭文字からであること

が推測できる。